# Scatimus quadricuspis
Scatimus quadricuspis là một loài bọ cánh cứng trong họ Bọ hung (Scarabaeidae).